# Antennophoridae
Antennophoridae är en familj av spindeldjur. Antennophoridae ingår i ordningen kvalster, klassen spindeldjur, fylumet leddjur och riket djur.